# هری ادوارد
هری ادوارد (انگلیسی: Harry Edward؛ ۱۵ آوریل ۱۸۹۸ – ۸ ژوئیه ۱۹۷۳ (aged 75)) ورزشکار دو و میدانی اهل بریتانیا بود.
وی در مسابقات کشوری و بین‌المللی در مجموع برندهٔ ۲ مدال برنز شده‌است.